# Andata e ritorno (serie televisiva)
Andata e ritorno è una fiction televisiva in onda dal 27 novembre 2006 su Rai 2.

## Descrizione
La fiction è ambientata in un treno di pendolari (precisamente un Minuetto) in viaggio da Milano alla provincia, ricostruito però all'interno di un teatro. Ogni puntata viene scritta, girata e trasmessa nel medesimo giorno. La puntata dura 10 minuti
I 7 protagonisti sono:
- Anna Roversi (professoressa) interpretata da Nadia Carminati;
- Bruno Annoni (bancario) interpretato da Marco di Francisca;
- Daria Lorenzi (analista medico) interpretata da Elisa Lepore;
- Giorgia Motta (studentessa) interpretata da Cinzia Molena;
- Michele Fantini (addetto supermercato) interpretato da Michele Bottini;
- Vincenzo Marsiglia (agente immobiliare) interpretato da Francesco Foti

Il format è di origine australiana (Going Home), ripreso poi in Canada (Train 48) e in Francia (Le Train). In Italia è prodotta da Grundy Italia, in collaborazione con Ferrovie dello Stato.
La sigla è La vita è un treno degli Aeroplanitaliani.
Tra le particolarità del format, la presenza frequente di cameo di personaggi famosi: hanno partecipato tra gli altri gli attori comici Geppi Cucciari, Alessandro Fullin e Paolo Migone, la cantautrice Elisa, la cantante e attrice Serena Rossi, l'attore Pietro Taricone, il cantautore Max Pezzali.